# Beck (priimek)
Beck je priimek več znanih oseb:
- Beatrix Beck (1914—2008), belgijsko-francoska pisateljica
- Boris Beck, hrvaški novinar in publicist
- Conrad Beck (1901—1989), švicarski skladatelj
- David Beck (1621—1656), nizozemski slikar
- Florian Beck (*1985), nemški alpski smučar
- Friederich Beck-Rzikowsky (1830—1920), avstrijski general
- George Andrew Beck (1904—1978), britanski rimskokatoliški nadškof (Liverpoola)
- Glenn Beck, ameriški radijski in televizijski voditelj
- Guido Benedetto Beck de Ramberga (1885—1958), kapucin, čilski apostolski vikar nemškega rodu
- Gunnar Beck (*1966), nemški politik
- Günther Beck von Mannagetta und Lerchenau (1856—1931), avstrijski botanik
- Hans Beck (1911—1996), norveški smučarski skakalec
- Jakob Sigismund Beck (1761—1840), nemški filozof
- Jeff Beck (1944—2023), angleški rock kitarist
- Jeremy Beck (*1960), ameriški skladatelj
- John Beck (*1943), ameriški igralec
- Józef Beck (1894—1944), poljski častnik (polkovnik) in politik
- Julian Beck (1925—1985), ameriški avantgardni gledališčnik (igralec in režiser)
- Justin Beck (*1979), ameriški kitarist in poslovnež, pisec glasbe za skupino Glassjaw
- Kimberly Beck (*1956), ameriška igralka
- Kurt Beck (*1949), nemški politik
- Ludwig August Theodor Beck (1880—1944), nemški general
- Marieluise Beck (*1952), nemška političarka
- Maximilian Wladimir Beck (1854—1943), avstrijski politik
- Mikkel Beck (*1973), danski nogometaš
- Philipp Beck (1700—1768), avstrijski general
- Thomas Beck (1909—1995), ameriški igralec
- Ulrich Beck (1944—2015), nemški sociolog
- Volker Beck (*1960), nemški politik